# Blood on the Tracks
Blood on the Tracks er et album af Bob Dylan, som udkom i 1975. I 2012 kårede læserne af det amerikanske musikmagasin Rolling Stone albummet som hans bedste.

## Numre
Alle sange skrevet og komponeret af Bob Dylan. 
| 1. | "Tangled Up in Blue"                        | 30. december 1974 i Minneapolis    | 5:42 |
| 2. | "Simple Twist of Fate"                      | 19. september 1974 i New York City | 4:19 |
| 3. | "You're a Big Girl Now"                     | 27. december 1974 i Minneapolis    | 4:36 |
| 4. | "Idiot Wind"                                | 27. december 1974 i Minneapolis    | 7:48 |
| 5. | "You're Gonna Make Me Lonesome When You Go" | 17. september 1974 i New York City | 2:55 |

| Side 2 | Side 2                                  | Side 2                             | Side 2 | Side 2 | Side 2 | Side 2 | Side 2 | Side 2 | Side 2 |
| #      | Titel                                   | Indspillet                         | Længde |        |        |        |        |        |        |
| ------ | --------------------------------------- | ---------------------------------- | ------ | ------ | ------ | ------ | ------ | ------ | ------ |
| 6.     | "Meet Me in the Morning"                | 16. september 1974 i New York City | 4:22   |        |        |        |        |        |        |
| 7.     | "Lily, Rosemary and the Jack of Hearts" | 30. december 1974 i Minneapolis    | 8:51   |        |        |        |        |        |        |
| 8.     | "If You See Her, Say Hello"             | 30. december 1974 i Minneapolis    | 4:49   |        |        |        |        |        |        |
| 9.     | "Shelter from the Storm"                | 17. september 1974 i New York City | 5:02   |        |        |        |        |        |        |
| 10.    | "Buckets of Rain"                       | 19. september 1974 i New York City | 3:22   |        |        |        |        |        |        |
| 51:42  |                                         |                                    |        |        |        |        |        |        |        |